# Margarita Morozova
Margarita Kirillovna Morozova, nata Mamontova (Маргарита Кирилловна Морозова; Mosca, 3 novembre 1873 – Mosca, 3 ottobre 1958), è stata una mecenate russa, fondatrice della casa editrice La Via (Put') trattando di questioni filosofico-religiose, benefattrice e finanziatrice di Skrjabin, Belyj, Djagilev e numerosi pittori, compositori, scrittori del Secolo d'Argento dell'Impero russo.